# Смъртност
Смъртност е статистически показател в демографията, оценяващ количеството на умиранията.

## Показатели
Най-често се използват 2 показателя:
- брой на умиранията и
- коефициент на смъртност (брой починали, обикновено в промили – на 1000 души от населението).

Смъртността и раждаемостта са главните показатели за нарастването или намаляването на населението. Ако повече хора (обикновено на 1000 души) са починали, отколкото са се родили, то тогава естественият прираст (тяхната разлика) ще бъде отрицателен и обратното.
Допълнително се изследват умиранията по разни критерии (пол, възраст, населено място, регион и т.н.), причините за умиране (болести, травми, убийства и пр.), както и други аспекти на смъртността. Въз основа на анализ на смъртността демографите синтезират прогнози за нейното бъдещо развитие.

## България
В България средната смъртност за 2009 г. е 14,2‰ (15,5 при мъжете; 13,1 при жените), а средната детска смъртност е 9‰ (10,2 при момчетата; 7,7 при момичетата).
| възраст | смъртност |
| ------- | --------- |
| 0       | 0,00938   |
| 1 – 4   | 0,00194   |
| 5 – 9   | 0,00140   |
| 10 – 14 | 0,00144   |
| 15 – 19 | 0,00287   |
| 20 – 24 | 0,00394   |
| 25 – 29 | 0,00452   |
| 30 – 34 | 0,00563   |
| 35 – 39 | 0,00825   |
| 40 – 44 | 0,01374   |
| 45 – 49 | 0,02397   |
| 50 – 54 | 0,03906   |
| 55 – 59 | 0,05865   |
| 60 – 64 | 0,08326   |
| 65 – 69 | 0,11951   |
| 70 – 74 | 0,18703   |
| 75 – 79 | 0,28833   |
| 80 – 84 | 0,45192   |
| 85 – 89 | 0,60144   |
| 90 – 94 | 0,82390   |
| 95 – 99 | 0,83561   |
| 100 +   | 0,94113   |